# Hijo Adoptivo de Úbeda
Hijo Adoptivo de Úbeda es el título honorífico otorgado por el Ayuntamiento de Úbeda —propuesto y aprobado previamente en pleno municipal— que reconoce a aquellas personas no nacidas en el municipio o a personas jurídicas públicas o privadas que radiquen en la ciudad, que han destacado por sus méritos personales o servicios prestados en beneficio y honor de Úbeda. Esta distinción es similar a la de Hijo Predilecto de Úbeda que reconoce a los nacidos en el municipio, siendo ambas las de mayor distinción que concede el Ayuntamiento de Úbeda.

## Normas
El título de Hijo Adoptivo de Úbeda es de carácter vitalicio, y se concederá este título a personas que no hayan nacido en el municipio o a personas jurídicas públicas o privadas que radiquen en la ciudad y que guarden con ella lazos históricos o sentimentales de extraordinaria relevancia, y hayan desarrollado a lo largo de su vida una trayectoria excepcional y sobresaliente en los ámbitos administrativo, cultural, científico, político, artístico, social, económico, humanitario, vecinal, moral o material, o que hayan realizado aportaciones singulares de suprema importancia en orden al progreso de Úbeda.
La condición de Hijo Adoptivo se acredita con un pergamino artístico y original, cuyo coste es sufragado por el Ayuntamiento, en cuya parte superior central figurará el escudo oficial de la Ciudad. Se entregará a los Hijos Adoptivos de la ciudad una insignia de solapa de oro con el Escudo de Úbeda, pudiendo los mismos colocarse este distintivo en cualquier acto público. El Ayuntamiento corre con los gastos que origine la elaboración de este distintivo.

## Lista de Hijos Adoptivos de Úbeda

### 1882
- Manuel Alonso Martínez, jurista y político nacido en Burgos. Le es otorgado durante su cargo como ministro de Justicia y Gracia de España por designar a Úbeda con una Audiencia de lo Criminal. Nombrado el 22 de diciembre de 1882.[3][4]

### 1910
- Leopordo Saro Marín, teniente general del ejército y I conde de la Playa de Ixdain, nacido en Santa María del Puerto del Príncipe —actual Camagüey—, Cuba. Le es otorgado por su brillante campaña en el Rif. Nombrado el 13 de abril de 1910 y otorgada el 27 de julio de 2010.[5]

### 1922
- Diego Tortosa y Nicolás, canónigo de la Catedral de Madrid, nacido en Cieza. Le es otorgada por su predicación en la novena celebrada en honor de la Virgen de Guadalupe, patrona de la ciudad. realizada Nombrado el 15 de septiembre de 1922.[6]

### 1923
- Vicente Buzón Yáñez, capitán de artillería. Le es otorgada por sus brillantes trabajos en la Fábrica de armas de Trubia. Nombrado el 18 de mayo de 1923.[7]

### 1925
- Carlos Ocaser Blanco, teniente del ejército. Le es otorgado por su defensa heroica de Kudia Tahar. Nombrado el 12 de octubre de 1925.[8]
- Miguel Primo de Rivera y Orbaneja, teniente general del ejército y presidente del Directorio Militar, nacido en Jerez de la Frontera. Le es otorgada por volcarse en los problemas de la ciudad. Nombrado el 12 de octubre de 1925.[9]

### 1929
- Rafael Benjumea y Burín, político y I conde de Guadalhorce, nacido en Sevilla. Le es otorgada durante su cargo como ministro de Fomento por los beneficios que representan los proyectos de construcción del pantano del Tranco, el canal de La Loma y la línea ferroviaria Baeza-Utiel —tan solo el pantano llegó a hacerse realidad—. Nombrado el 3 de diciembre de 1929.[10]

### 1939
- Saturnino González Badía, teniente general del ejército. Le es otorgado por ser el coronel de la 40.º División del bando sublevado en ocupar la plaza republicana de Úbeda el 30 de marzo de 1939 a finales de la guerra civil. Nombrado el 9 de agosto de 1939 y otorgado en marzo de 1940.[11] Es derogada el 21 de marzo de 2017 conforme a la Ley de Memoria Histórica.[12]
- Enrique Velázquez Ortega, comandante del ejército. Le es otorgado por ser el comandante del 1.º Batallón del Regimiento 'Gerona' del bando sublevado en ocupar la plaza republicana de Úbeda el 30 de marzo de 1939 a finales de la guerra civil. Nombrado el 9 de agosto de 1939 y otorgado en marzo de 1940.[11] Es derogada el 21 de marzo de 2017 conforme a la Ley de Memoria Histórica.[12]
- Pedro Iglesias Martínez. Le es otorgado por ser el único superviviente del ataque anarquista contra la cárcel de partido de Úbeda contra los presos políticos de derechas allí confinados en la trágica noche del 30 al 31 de julio de 1936. Nombrado el 9 de agosto de 1939.[13]

### 1958
- Fernando Suárez de Tangil, político y conde de Vallellano, nacido en Madrid. Le es otorgado durante su cargo de procurador en Cortes y tras obtenido el cargo de ministro de Obras Públicas por identificarse con los problemas de la ciudad. Nombrado el 2 de julio de 1958 y otorgado el 22 de octubre de 1958.[14]
- Francisco Prieto Moreno, político y arquitecto, nacido en Granada. Le es otorgado durante su cargo en la Dirección General de Arquitectura y tras ser procurardor en Cortes por identificarse con los problemas de la ciudad. Nombrado el 2 de julio de 1958 y otorgado el 22 de octubre de 1958.[14]

### 1983
- Antonio Gutiérrez Medina, promotor humanitario, nacido en Jódar. Le es otorgado por su actividad de carácter social, asistencial, recreativo y cultural en la ciudad de Úbeda. Nombrado el 14 de abril de 1983 y otorgado el 7 de septiembre de 1983.[15]

### 1984
- Emilio Sánchez Plaza, director y compositor musical, nacido en Pechina. Le es otorgado por su contribución musical en la ciudad y ser el compositor del Himno de Úbeda. Nombrado el 9 de septiembre de 1983 y otorgado el 3 de enero de 1984.[16]

### 1986
- Antonio Parra Cabrera, abogado, poeta y escritor, nacido en Orcera. Le es otorgado por su labor cultural y amor a Úbeda. Nombrado el 13 de septiembre de 1985 y otorgado el 27 de diciembre de 1986.[17]

### 1990
- Academia de Guardias de la Guardia Civil de Úbeda, institución educativa de la Guardia Civil. Le es otorgado por los grandes méritos de su conducta ejemplar en beneficio de la ciudad. Nombrada el 29 de junio de 1989 y otorgada el 28 de febrero de 1990.[18]

### 1991
- Fundación Escuelas Profesionales de la Sagrada Familia, centro educativo concertado de los jesuitas. Le es otorgado por la labor educativa de la fundación en la ciudad de Úbeda. Nombrada el 1 de julio de 1991 y otorgada el 24 de octubre de 1991.[19]

### 1994
- Sebastián Villar Arroyo, empresario. Le es otorgado por su labor empresarial e impulsor de creación de puestos de trabajo. Nombrado el 17 de febrero de 1994.[20]

### 1995
- Casa de Úbeda en Madrid, centro cultural. Le es otorgada por su conducta ejemplar en el beneficio de los intereses morales y materiales de la ciudad y difundir los valores, belleza y hospitalidad de Úbeda. Nombrada el 16 de febrero de 1995 y otorgada el 28 de febrero de 1995.[21]

### 2001
- Ginés de la Jara Torres Navarrete, historiador y cronista, nacido en Sabiote. Le es otorgada por su dedicación y obra de conservación de la memoria e historia de la ciudad de Úbeda. Nombrado el 23 de marzo de 2001 y otorgado el 6 de diciembre de 2001.[22]

### 2006
- Jesús Mendoza Negrillo, sacerdote jesuita, nacido en Begíjar. Le es otorgado por su continua labor solidaria y su permanente espíritu de trabajo, de colaboración y de servicio, íntimamente ligados a la institución de enseñanza SAFA de Úbeda otorgado el 6 de diciembre de 2006.[22][23][24]

### 2011
- Robustiano Gallego Muñoz, sacerdote, Le es otorgado por su trabajo comprometido en la ciudad durante, ayudando a los más necesitados en lo espiritual y en lo material. Nombrado el 29 de marzo de 2011 y otorgado el 6 de diciembre de 2011.[25]

### 2016
- Joaquín Montes Bardo, doctor en historia del arte, investigador e historiador. Le es otorgado por su labor cultural y difusión del patrimonio histórico de la ciudad. Otorgado el 26 de febrero de 2016.[26][27]
- Aurelio Valladares Reguero, doctor en filología hispánica y catedrático de bachillerato. Le es otorgado por su labor cultural y difusión del patrimonio histórico de la ciudad. Otorgado el 26 de febrero de 2016.[26][27]

### 2022
- Adela Tarifa Fernández, directora del Instituto de Estudios Giennenses. Le es otorgado por su labor de estudio y difusión del patrimonio histórico de la ciudad. Otorgado el 25 de febrero de 2022.[28]